# Michiharu Otagiri
Michiharu Otagiri (japanisch 小田切 道治 Otagiri Michiharu; * 2. September 1978 in der Präfektur Ishikawa) ist ein ehemaliger japanischer Fußballspieler.

## Karriere
Otagiri erlernte das Fußballspielen in der Schulmannschaft der Toyama Daiichi High School. Seinen ersten Vertrag unterschrieb er 1997 bei den Kyoto Purple Sanga. Der Verein spielte in der höchsten Liga des Landes, der J1 League. 1999 wechselte er zum Zweitligisten Ventforet Kofu. Für den Verein absolvierte er neun Spiele. 2000 wechselte er zum Drittligisten Jatco FC. Für den Verein absolvierte er 87 Spiele. 2004 wechselte er zum Ligakonkurrenten YKK AP (heute: Kataller Toyama). Am Ende der Saison 2008 stieg der Verein in die J2 League auf. Für den Verein absolvierte er 132 Spiele. Ende 2009 beendete er seine Karriere als Fußballspieler.